# رمان دانشنامه‌ای

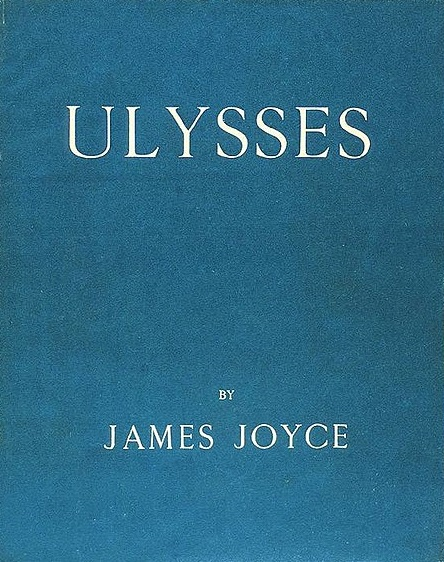
مندلسون اولیس اثر جیمز جویس را «رمان دانشنامه‌ای» می‌دانست.

رمان دانشنامه‌ای (انگلیسی: Encyclopedic novel) مفهومی ادبی است که توسط ادوارد مندلسون در دو مقاله «روایت دانشنامه‌ای» و «دانشنامه جاذبه» در سال ۱۹۷۶ رایج شد، و به اثری داستانی با دامنه و سبک نوشتاری جامع و دانشنامهای اشاره دارد. در فرمول‌بندی مندلسون، رمان‌های دانشنامه‌ای «طیف کاملی از دانش و باورهای یک فرهنگ ملی را ارائه می‌دهند، درحالی‌که دیدگاه‌های ایدئولوژیکی را که آن فرهنگ از آن‌ها دانش خود را شکل می‌دهد و تفسیر می‌کند، شناسایی می‌کنند». به‌طور کلی‌تر، رمان دانشنامه‌ای یک اثر داستانی طولانی و پیچیده است که اطلاعات گسترده‌ای (که گاهی تخیلی است) از رشته‌های تخصصی علوم و علوم انسانی را در خود جای داده است. مقالات مندلسون گرایش دانشنامه‌ای در تاریخ ادبیات را با توجه به کمدی الهی، دن کیشوت، فاوست، موبی دیک، و جنگ و صلح، و با تأکید بر اولیس و رنگین‌کمان جاذبه بررسی می‌کند. نمونه‌های رایج رمان‌های دانشنامه‌ای در دوره پست‌مدرن، علاوه بر پینچون، دگرگونی‌های اشکال طلا (۱۹۹۱) اثر ریچارد پاورز، شوخی بی‌نهایت از دیوید فاستر والاس (۱۹۹۶) و دنیای زیرین دان دلیلو (۱۹۹۷) هستند. منتقدان ادبی دیگر از آن زمان به بررسی این مفهوم پرداختند و تلاش کردند تا کارکرد و تأثیر روایات «دانشنامه‌ای» را درک کنند و اصطلاحات مرتبط با «رمان سیستمی» و رمان ماکسیمالیستی ابداع کردند.

## برای‌مطالعه‌بیشتر
- Cohn, Dorrit. The Distinction of Fiction. Baltimore: Johns Hopkins UP, 1999.